# Inégalité de Hardy-Littlewood
L'inégalité de Hardy-Littlewood est un théorème d'analyse à plusieurs variables d'après lequel, si f et g sont des fonctions Lebesgue-mesurables de ℝn dans [0, +∞] et si f* et g*  sont leurs réarrangements symétriques décroissants, alors,
où λ désigne la mesure de Lebesgue sur ℝn.

## Démonstration
Dans le cas particulier où f et g sont des fonctions indicatrices, compte tenu de la propriété {\displaystyle \scriptstyle (\mathbb {I} _{A})^{*}=\mathbb {I} _{A^{*}}}, l'inégalité à démontrer se réécrit
et vient du fait que si, par exemple λ(A) ≤ λ(B), alors A* ⊂ B* donc
Pour en déduire le cas général, on utilise que pour toute fonction positive f et tout réel r, si l'on note [f > r] l'ensemble de sur-niveau associé, c'est-à-dire
{\displaystyle [f>r]=\{x~|~f(x)>r\},}
on a :
{\displaystyle f(x)=\int _{0}^{\infty }\mathbb {I} _{[f>r]}(x)~\mathrm {d} r.}
Grâce au théorème de Fubini, on obtient ainsi, :
{\displaystyle {\begin{aligned}\int _{\mathbb {R} ^{n}}f(x)g(x)~\mathrm {d} x&=\int _{\mathbb {R} ^{n}}\left(\int _{0}^{\infty }\mathbb {I} _{[f>r]}(x)~\mathrm {d} r\right)\left(\int _{0}^{\infty }\mathbb {I} _{[g>s]}(x)~\mathrm {d} s\right)~\mathrm {d} x\\&=\int _{0}^{\infty }\int _{0}^{\infty }\lambda ([f>r]\cap [g>s])~\mathrm {d} r~\mathrm {d} s\\&\leq \int _{0}^{\infty }\int _{0}^{\infty }\lambda ([f>r]^{*}\cap [g>s]^{*})~\mathrm {d} r~\mathrm {d} s\\&=\int _{0}^{\infty }\int _{0}^{\infty }\lambda ([f^{*}>r]\cap [g^{*}>s])~\mathrm {d} r~\mathrm {d} s\\&=\int _{\mathbb {R} ^{n}}\left(\int _{0}^{\infty }\mathbb {I} _{[f^{*}>r]}(x)~\mathrm {d} r\right)\left(\int _{0}^{\infty }\mathbb {I} _{[g^{*}>s]}(x)~\mathrm {d} s\right)~\mathrm {d} x\\&=\int _{\mathbb {R} ^{n}}f^{*}(x)g^{*}(x)~\mathrm {d} x.\end{aligned}}}